# (2209) Tianjin
(2209) Tianjin est un astéroïde de la ceinture principale.

## Description
(2209) Tianjin est un astéroïde de la ceinture principale. Il fut découvert le 28 octobre 1978 à Nanking par l'observatoire de la Montagne Pourpre. Il présente une orbite caractérisée par un demi-grand axe de 2,85 UA, une excentricité de 0,07 et une inclinaison de 2,6° par rapport à l'écliptique.

## Compléments